# 七沢るり
七沢 るり（ななさわ るり、1989年12月18日 - ）は、日本のAV女優。

## 略歴
初体験は17歳のときに3歳年上の相手と行った。AVデビュー前の男性経験は5人。AVデビューのきっかけは、マネージャーのゴリ押しだという。趣味は、お菓子作り。
2011年9月、イメージDVD「ハックツ美少女 Revolution」を栢山琉璃名義で発売。9月26日にはAVデビューに先立ってニコニコ生放送に登場した。同年11月11日、「新人! パイパン聖美少女 240分スペシャル 初花-hatsuhana-」でAVデビューした。同作品の冒頭で陰毛を剃られてパイパンにされた。
2012年4月、「おまたせ♪kawaii*デビュ→ パイパン美少女vsドデカちん」でセルデビュー。
アダルトビデオ30周年記念企画（AV30）として2012年1月5日から2月29日まで行われた人気投票で14位に選ばれている。
ニャン2倶楽部の表紙に選ばれている。

## 作品

### イメージビデオ
- ハックツ美少女 Revolution（2011年9月29日、BAGUS）
- つるるんベイベー（2012年9月1日、心交社）

### アダルトビデオ
2011年
- 新人! パイパン聖美少女 240分スペシャル 初花-hatsuhana-（11月11日、KUKI）
- 女子校生と精液（12月9日、KUKI）

2012年
- 競泳娘とガチムチ男（1月13日、KUKI）
- 妄想オフィス パイパン娘は就職活動中（2月10日、KUKI）
- となりに住む綺麗なお姉さんの秘密教えます（3月9日、KUKI）
- おまたせ♪kawaii*デビュ→ パイパン美少女vsドデカちん（4月25日、kawaii*）
- るりが癒してあげる（5月25日、kawaii*）
- かわいい妹2人と夢の同棲性活（6月25日、kawaii*）
- 初めての露出デート（7月25日、kawaii*）
- LOVEドッピュン！！ メガ顔射スペシャル！（8月25日、kawaii*）

2013年
- るーりん全作コンプリートだょ☆ 七沢るり8時間special（1月25日、kawaii*）